# Francisco de Paula Armengol
Francisco de Paula Armengol y López (Valencia, 1 de noviembre de 1802-Madrid, 14 de julio de 1867) fue un catedrático y abogado español.

## Biografía
Nacido el 1 de noviembre de 1802 en Valencia, España. En 1826 recibió en título de doctor en Leyes de la Universidad de Valencia. En 1829, el Ministerio de Justicia lo propone como profesor de la cátedra de Instituciones Civiles esta misma universidad. También dictó clases de Ampliación del Derecho español e Historia crítica. Entre 1842 y 1852 formó parte del Colegio de la Abogacía de Madrid. En 1856 se trasladó a la Universidad Central, donde ejerció como catedrático en Ampliación del Derecho en la parte civil, mercantil y penal, también fue profesor de la Universidad Literaria de Valencia. Entre 1858 y 1861 ejerció como fiscal tercero y cuarto en el Tribunal Supremo.
Murió en Madrid el 14 de julio de 1867; su muerte fue anunciada por el Diario de Avisos de Madrid.

## Obra
- Discurso que pronunció... en la solemne apertura de la Universidad de Valencia [Principales obligaciones que incumben a los profesores de Instrucción Pública]. Valencia, Impta. de José Ríus, 1853. 20 pp.